# 10634 Pepibican
10634 Pepibican este un asteroid din centura principală de asteroizi.

## Descriere
10634 Pepibican este un asteroid din centura principală de asteroizi. A fost descoperit pe 8 aprilie 1998 la Observatorul din Ondřejov de Lenka Šarounová. Asteroidul prezintă o orbită caracterizată de o semiaxă mare de 2,49 ua, o excentricitate de 0,02 și o înclinație de 4,9° în raport cu ecliptica.